# Iota1 Fornacis
Iota1 Fornacis (35 Fornacis) é uma estrela na direção da constelação de Fornax. Possui uma ascensão reta de 02h 36m 09.28s e uma declinação de −30° 02′ 41.9″. Sua magnitude aparente é igual a 5.74. Considerando sua distância de 649 anos-luz em relação à Terra, sua magnitude absoluta é igual a −0.76. Pertence à classe espectral G8/K0III.